# Йъгева (област)
Йъгева (на естонски: Jõgeva maakond, Йъгева мааконд) е област в източна Естония. Площ 2603 кв. км, население 37 525 души към 1 януари 2006 г. Административен център е град Йъгева.

## Население
Към 1 януари 2006 г. населението е 37 525, от които 47,2% мъже и 52,8% жени, раждаемост 8,8%, смъртност 13,5%, естественият прираст 4,8%.
Етнически групи
- 90,2% естонци
- 7,6% руснаци